# Dicranum filum
Dicranum filum är en bladmossart som beskrevs av Bory de Saint-vincent 1804. Dicranum filum ingår i släktet kvastmossor, och familjen Dicranaceae. Inga underarter finns listade i Catalogue of Life.